# باربرا هوارد (رسامة)
باربرا هوارد هي مصممة ورسامة ومصممة كندية، ولدت في 10 مارس 1926 في Long Branch, Toronto ‏ في كندا، وتوفيت في 7 ديسمبر 2002 في بيتيربوروغ في كندا.

## وصلات خارجية
- الموقع الرسمي